# Zeta Arietis
Zeta Arietis (58 Arietis) é uma estrela na direção da constelação de Aries. Possui uma ascensão reta de 03h 14m 54.11s e uma declinação de +21° 02′ 40.7″. Sua magnitude aparente é igual a 4.87. Considerando sua distância de 340 anos-luz em relação à Terra, sua magnitude absoluta é igual a −0.22. Pertence à classe espectral A1V.